# Histoire des CRS
Les Compagnies républicaines de sécurité, également connues sous le sigle CRS, forment un corps spécialisé de la police nationale en France. Leur domaine d'intervention est le maintien ou le rétablissement de l'ordre public et la sécurité générale mais elles participent également à la sécurité routière, au secours en montagne ou  sur les plages ainsi qu'à la plupart des missions de la Police nationale.
Initialement destinées à un emploi régional et même menacées de disparition dans l'immédiat après-guerre, les CRS ont acquis une vocation nationale à la suite des grèves de 1947 (décret du 26 mars 1948 pris en application de la loi du 27 décembre 1947).

## Avant les CRS

### Les Groupes mobiles de réserve
Les Groupes mobiles de réserve, souvent abrégés en GMR, étaient des unités créées au sein de la police nationale par le gouvernement de Pétain.
Les GMR étaient conçus comme une force de maintien de l'ordre, sur le modèle de la Garde républicaine mobile, qui avait été supprimée selon les exigences allemandes lors de l'armistice et partiellement remplacée par la Garde, une nouvelle organisation rattachée initialement à l'armée d'armistice. Contrairement aux gardes, les GMR, étant policiers, avaient un statut civil.
Rattachés au service régional de la Sécurité publique et dépendant de l’intendant de police (institué par la loi du 19 avril 1941) sous l'autorité du préfet régional, les GMR furent constitués en « zone libre » dès l'automne 1941 et déployés dans toute la France occupée fin 1942. La loi du 17 avril 1943 établit, à l’échelon central, une direction des Groupes mobiles de réserve, et, à l’échelon régional, des commandements régionaux des Groupes mobiles de réserve. Cette force civile paramilitaire, prévue à l'origine pour maintenir l'ordre en milieu urbain, fut engagée, à partir de l'automne 1943, dans les opérations de répression de la Résistance.
Après la Libération, le 7 décembre 1944, les GMR furent dissous et une partie des effectifs fusionnée, après épuration, avec des éléments issus des FFI pour créer, le 8 décembre, les Compagnies républicaines de sécurité (CRS).

## La création des CRS

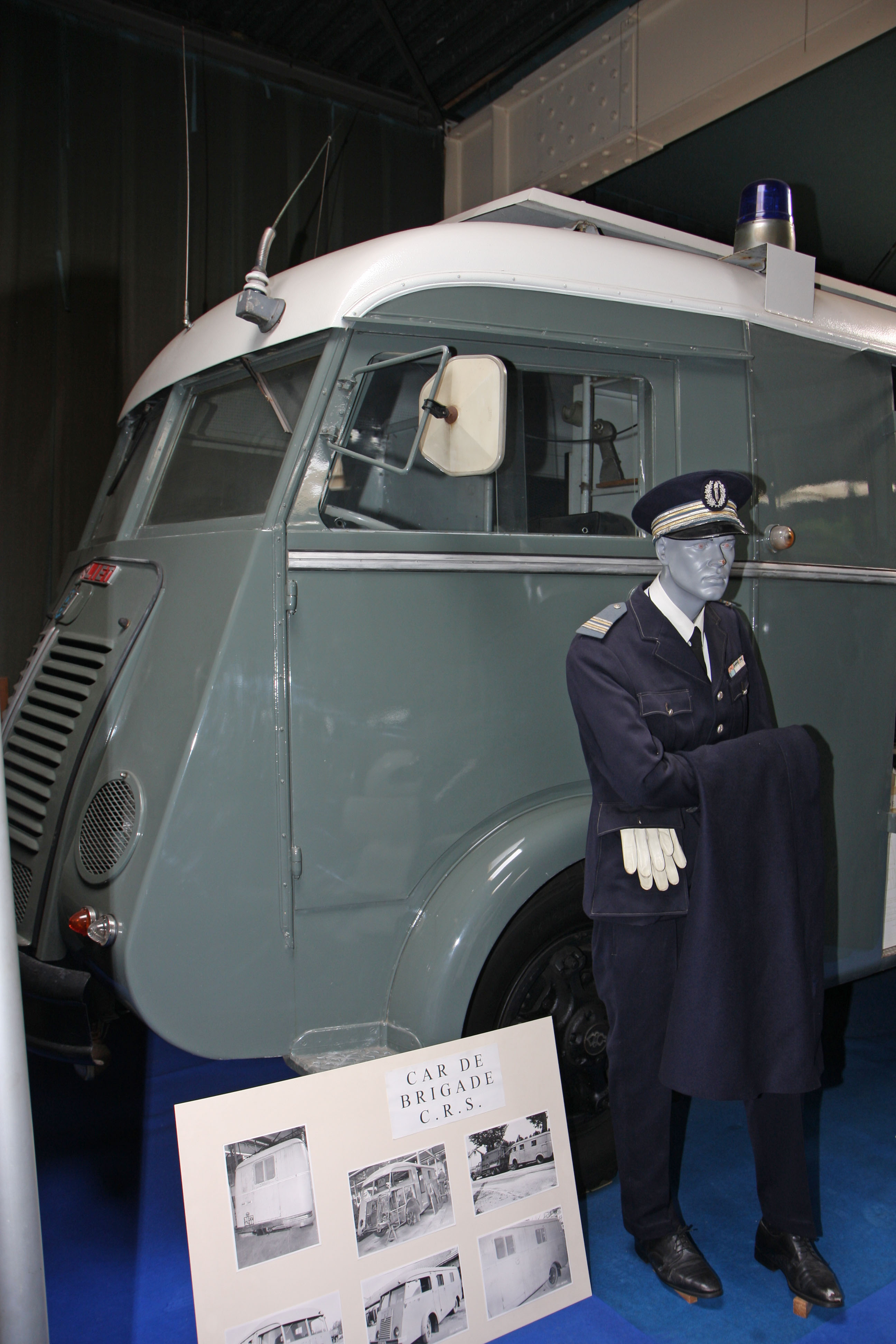
Fourgon CRS - années 1950 - musée des CRS

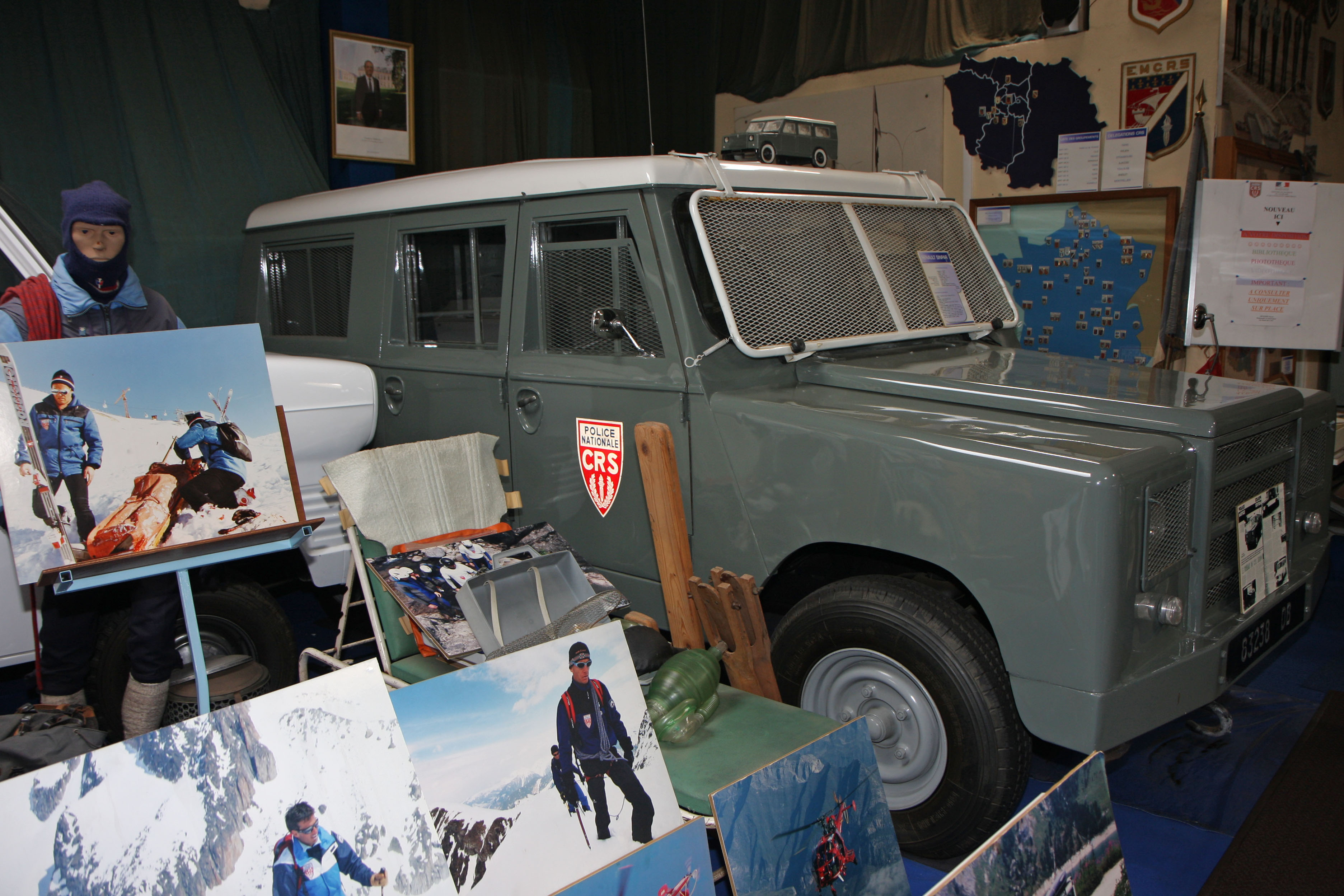
Véhicule CRS - années 1960 - musée des CRS

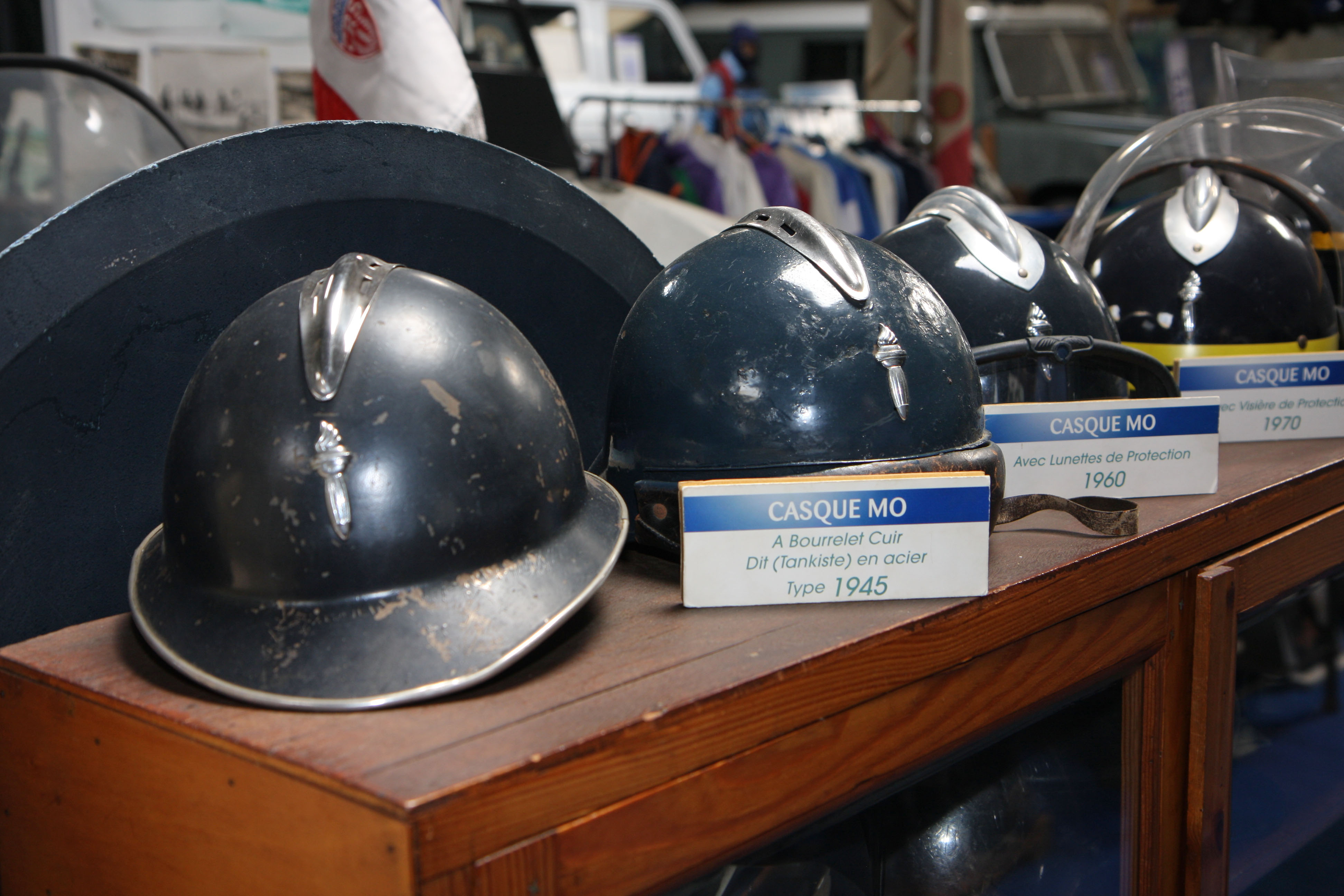
Casques de CRS - musée des CRS

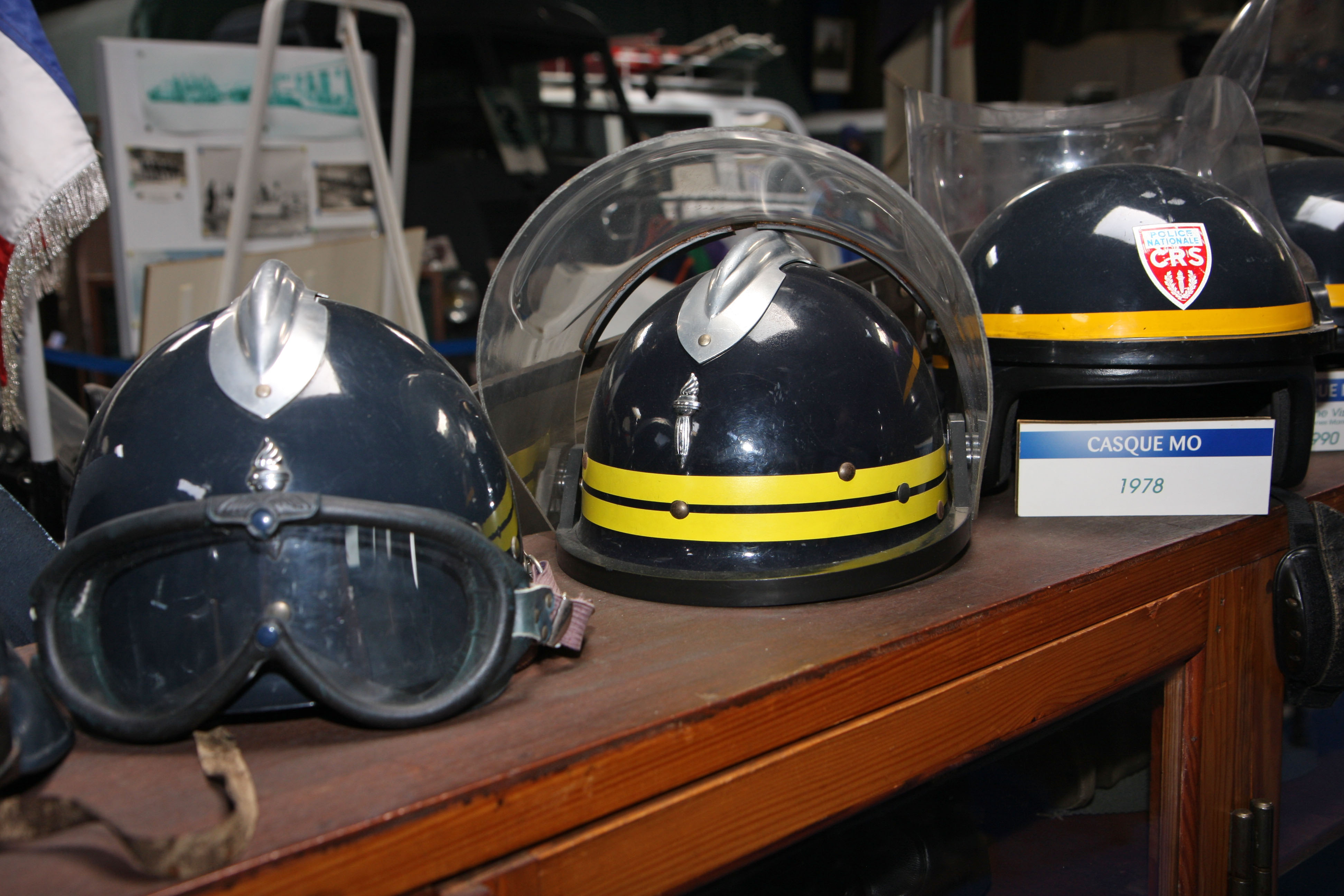
Casques de CRS - musée des CRS

### Décret
Les CRS ont été créées par un décret du 8 décembre 1944 confirmé par une ordonnance du 7 mars 1945 signée par le général de Gaulle à la suite de la dissolution des Groupes mobiles de réserve (GMR) créés par le régime de Vichy. Contrairement aux gendarmes, les CRS forment un corps civil.

### Concurrence avec les Milices patriotiques
Une lettre du 25 novembre 1944 affirme déjà que le lieutenant-colonel Gentien (ancien du BCRA) commande les CRS, alors que celles-ci n’ont pas encore été officialisées par un décret. Adressée à un contrôleur général, elle atteste de la volonté gaulliste de les imposer très tôt.
C'est la raison pour laquelle les sympathisants communistes, à l'origine très présents dans les rangs des CRS, dont beaucoup étaient engagés dans la Résistance, n'y participent pas toujours. Le PCF s'en méfie car les CRS visent à absorber la structure populaire des milices patriotiques, autoproclamée "police du peuple". 
Sous l'égide du parti communiste français, des groupes appelés Milices patriotiques, ont existé au sein de la Résistance française. 
Le Conseil national de la Résistance prend rapidement conscience du risque de dissolution des milices patriotiques, qui risque d'entraîner par ricochet la contestation du pouvoir des Comités départementaux de libération.  Au second semestre de 1944, les CDL tentèrent de s’organiser pour représenter la Résistance. Divers congrès régionaux aboutirent à la tenue de l’Assemblée nationale des comités de libération à Paris du 15 au 17 décembre 1944. Quatre jours après, le 21 décembre 1944, à l’Assemblée consultative provisoire, Adrien Tixier, ministre de l’Intérieur du GPRF demanda le maintien des CDL après les élections cantonales, mais ensuite ne donna aucune suite à l’ordonnance du 21 janvier 1945 sur le statut des CDL.
Le Conseil national de la Résistance avait entre-temps présenté en novembre 1944 un projet de loi de transformation des milices patriotiques en « Gardes Civiques Républicaines », pour apaiser les ardeurs des adversaires des milices patriotiques, mais trop tard aussi : le gouvernement a déjà tranché, même si ses choix ne sont pas encore officiels. 
Ils sont pourtant longtemps contestés dans certains secteurs. Par exemple, dans la région minière de Saint-Étienne, le préfet communiste « élude jusqu’au dernier moment l’existence de la nouvelle organisation ». Certains commissaires de la République, comme à Toulouse, préfèrent ne pas appliquer les textes imposant les CRS car les manifestations de milices patriotiques se multiplient. 
C'est la même chose pour d'autres résistants dans les régions qui « s'étaient dotées de leurs propres forces de police »: à Marseille, le préfet Raymond Aubrac refuse, dans un premier temps, la formation de CRS et l’assimilation de ses FRS en leur sein, mais trop tard, les milices patriotiques étant dissoutes. 
L'installation des CRS a par ailleurs été grandement facilitée par le « virage doctrinal » du PCF voulu par son leader  Maurice Thorez, qui impose la dissolution dans une réunion du Comité Central à Ivry du 23 au 25 janvier 1945. Les MP sont ainsi dissoutes à la Libération par Maurice Thorez à la demande du général de Gaulle.

## Les premières années

### La période 1945-1947
Jusqu'à l'automne 1947, les CRS furent « tenus à l’écart, pour diverses raisons de la tâche du maintien de l'ordre » lors de manifestations, et sont dispersés sur toutes sortes d'autres missions, souvent surveiller des lieux, à un échelon « strictement départemental et régional ». 
En raison de « l’absence de missions à caractère national confiées aux CRS », excepté les services d’ordre du Tour de France, leur « recrutement est assuré dans les régions d’implantation ». Ensuite, la « forte impression d’efficacité » que les CRS dégagent de septembre à décembre 1947 en étant mobilisés face à la flambée de grèves et manifestations « garantit la pérennité » de cette nouvelle mission.
L'idée d'envoyer des CRS d'une région à l'autre n'apparait que dans un circulaire du 3 octobre 1947, demandant à tous les commandants de téléphoner chaque matin le nombre de CRS disponibles pouvant être mobilisés en deux heures. Le mois précédent fut en effet tendu. Si seulement « certaines réunions sont troublées, les contre-manifestations sont systématiques », dégénérant volontiers, ce qui accroît soudain  les besoins en maintien de l'ordre. Les CRS commencent à intervenir aussi à Lyon, quand la préfecture est assaillie par une foule en colère, qu'ils arrivent à contenir.
En seulement trois semaines, du 20 novembre 1947 au 10 décembre, les véhicules des unités de CRS parcourent un demi-million de kilomètres. Les commandants d'unité utilisaient pour leur part des tractions avant et aucun des véhicules n'était encore protégé.
Comme il « recevait jusqu’à 2000 télégrammes par jour au plus fort de la crise », le ministre de l’Intérieur Jules Moch a ressenti la difficulté de coordonner tout seul , à la fin 1947 il a envoyé à Marseille et Montpellier deux « mandatés disposant de tous pouvoirs exceptionnels sur les forces civiles et militaires de la région militaire ». Il s'en est inspiré pour fonder le 4 mars, les « Igames », aux compétences similaires.

### Les grèves de 1947
Selon les renseignements généraux, les grévistes chantent en 1947 lors de réunions et des défilés, « Gloire au 17e », écrite par Montéhus pour les soldats du 17e régiment d’infanterie de Béziers, qui avaient désobéi aux officiers lors de la révolte des vignerons du Languedoc en 1907, se mutinant avec armes et munitions, plutôt que la réprimer. 
Au cours de ces grèves de 1947 en France, le pouvoir politique est tenté de voir dans ces mentions de fraternisation entre grévistes et policiers et militaires, souvent plus idéalisées par les premiers que réelles, des preuves des visées insurrectionnelles. Au soir du 29 novembre, les locaux du quotidien marseillais Rouge-Midi sont ainsi perquisitionnés et son journaliste Michel Barak détenu dix jours avant même la parution d'un article relatant les événements de Saint-Étienne, le jour même, où « envoyés contre le peuple, l’armée et la police rejoignent  les travailleurs»,. La nuit suivante, quand le député PCF Raoul Calas appelle à une fraternisation entre CRS et grévistes, il est immédiatement expulsé de force de l'Assemblée nationale à 5 heures 30 du matin. 
En 1947, le préfet du Pas-de-Calais, le socialiste Georges Phalempin, dénombre 135 lieux nécessitant une garde, dont 80 puits de mines, 16 centrales thermiques ou cokeries, et 5 transformateurs principaux. 
De plus, il doit compter avec la grande mobilité des grévistes, qui ont pris « le contrôle du parc de véhicules des Houillères nationales et savent l’utiliser avec habileté : dès qu’une usine travaille, les camions chargent des centaines d’hommes qui s’y rendent rapidement ». Les forces de l'ordre sont au contraire rapidement pénalisées par leur manque de véhicules. Appelée à la rescousse, l'armée opère des grandes manœuvres, avec des milliers d'hommes, aux deux ailes du Bassin minier, Bruay-en-Artois et Valenciennes. Dans ce secteur, la production est relancée seulement six jours après le début du conflit, mais l'armée elle aussi manque de camions et de véhicules, et d'équipements adaptés à la topographie du bassin minier comme la radio. Le PCF parle aussi de « fraternisation » avec les soldats. Dès le 20 novembre, Henri Martel, leader CGT, assure dans un meeting à Bully-les-Mines, que les grévistes ne doivent pas avoir peur des soldats car ils sont leurs frères,. Lors d'un autre à Boulogne-sur-Mer, Auguste Defrance leur a même présenté deux soldats, dans l'espoir de démontrer la fidélité à la classe ouvrière de la classe 1943 des réservistes.

### La dissolution de onze compagnies en 1947
Une épuration a limité leur nombre après que le Parti communiste se fut placé dans l'opposition aux gouvernements d'après-guerre : à la suite d'une manifestation à Marseille (du 12 novembre 1947) à l'appel de la CGT et du PCF, non réprimée[réf. nécessaire] par certains gardiens de CRS proches des idées communistes dont le comportement avait été jugé « douteux »[réf. nécessaire], plusieurs compagnies sont dissoutes et les CRS réorganisées de sorte à faire disparaître l'influence communiste en leurs rangs[réf. nécessaire]. 
Pour d'autres, le comportement des CRS communistes n'est pas en cause et a servi de prétexte à une manœuvre politique décidée auparavant en Conseil des ministres,,.
Le 18 novembre 1947, Jules Moch s’était associé à Edouard Depreux à l’Assemblée Nationale pour dire que les CRS avaient « fait la courte échelle » aux manifestants, Gaston Defferre, autre personnage influent de la SFIO, les accusant même de leur avoir fourni des armes.
Selon l'historien René Gallissot, l'écriture du livre CRS à Marseille, par l'historien Maurice Agulhon et Fernand Barrat, qui a enquêté à partir de curiosités du « journal » de Vincent Auriol en les recoupant avec le témoignage de Fernand Barrat, commandant d'une des compagnies de CRS dissoutes en 1947 à Marseille, est consécutive à une émission de télévision de décembre 1966 reprenant l'accusation mensongère de complicité avec les manifestants, formulée par deux ministre socialistes de l'époque contre cette compagnie. À l'issue de son étude publiée dans la revue d'histoire Le Mouvement social en 1975, René Gallissot dénie toute complicité et va jusqu'à parler de « convergences de présomptions » allant dans le sens de l’explication d’un traquenard monté par « la police socialiste »,.
Le livre de Maurice Agulhon, sur la base de « pièces à convictions » et d'un « faisceau d'arguments », avait lui aussi démontré que ces accusations étaient « infondées », les CRS ayant au contraire fait tout leur possible pour « limiter les dégâts à la mairie » où ils furent les seuls à intervenir. Un second débat historiographique s'est imposé avec le temps,  portant sur les raisons du choix surprenant de l'envoi de CRS réputés proches du PCF assurer le service d’ordre d’une manifestation communiste, alors que le mouvement des grèves de 1947 en France n'avait pas encore été relancé. Plusieurs éléments concourent à prouver la véracité de l'hypothèse d'une stratégie d’élimination de ces CRS, de la part des responsables socialistes de l’époque, parmi lesquels la phrase du président de la République Vincent Auriol à son président du Conseil jusqu'au 22 novembre, Paul Ramadier lui demandant pourquoi ces CRS « n’avaient pas été dissoutes comme il avait été convenu il y a trois semaines. On a perdu du temps ».
Si le procès-verbal de la conférence sur la création des CRS dans la région de Marseille et le processus de nomination de leurs officiers va bien dans le sens une forte proportion de résistants, dans une région où ils étaient souvent communistes, ces CRS assumaient ensuite leur rôle avec une « bonne volonté et un esprit d’initiative significatifs ». Maurice Agulhon a de plus établi que les rapports avec le PCF étaient bien plus lâches que les anticommunistes ne voulaient le croire. Par ailleurs, le PCF ne donnait aux CRS communistes ni cartes d’adhérents, ni cadres particuliers, ni liens avec les organisations communistes .

## Les grèves de 1948
Il faudra attendre les grèves de 1948 pour la « consécration pratique des CRS dans la gestion du maintien de l'ordre », confirmant leur« installation dans cette nouvelle spécialisation ».  Leur ténacité leur a permis de « garantir le rétablissement de l’ordre » mais un « ensemble de représentations des CRS s’est alors rapidement disséminé en 1948 », année qui marqué « très fortement tant la hiérarchie CRS que l’ensemble de la population », notamment le fameux slogan "CRS = SS".
Le slogan "CRS = SS" ne date ainsi pas de 1968 mais pas non plus de 1947, n'apparaissant qu'en novembre 1948 , selon une enquête de France-Culture. La journaliste Simone Téry titre un billet "CRSS" dans l'édition du 5 novembre 1948 de Humanité,. Elle y oppose le courage des mineurs et de leurs familles, à ceux que « dès le premier jour, la population a appelés les C.R.S.S. et, le second jour tout simplement les S.S. » 
Jusque-là l'insulte visait seulement le ministre de l'Intérieur Jules Moch, en réaction aux 5 mineurs morts de la seconde quinzaine d'octobre 1948, dont 2 à Firminy, un à Alès et 2 dans le Nord. Dès le 30 octobre 1948, l'hebdomadaire communiste France nouvelle avait écrit que  « Comme au temps des pelotons d'exécution commandés par les Waffen SS [.] le massacreur J. Moch fait tirer ses CRS sur des poitrines françaises », puis le 4 novembre 1948, dans un article en première page de L'Humanité intitulé « Jules Moch joue au nazi ! », le secrétaire de la Fédération du Sous-Sol CGT Henri Martel le qualifiait  de « social-massacreur [.] aux mains tachées de sang des ouvriers ».

## Années 1950
Lucien Gauthier aborde la question d’un risque de troubles généralisés en 1950 au moment de la grève des dockers de 1949-1950 en France, lorsqu'il devient le nouveau chef de l’Etat Major des CRS, avec un vocabulaire qui rappelle la propagande de l'année 1947 dans les services secrets, en parlant de « chef d’orchestre invisible » et de « grèves politiques effervescentes localisées et sabotages judicieusement préparés au bénéfice de l’envahisseur ».     
Les missions se sont par ailleurs ensuite diversifiées au cours de la nouvelle décennie et des unités spécialisées ont été créées en fonction de nouveaux besoins apparus au cours des années 1950, notamment les unités motocyclistes à partir de 1950 et celles pour la surveillance des plages à partir de 1958 ou encore  la création officielle des premières sections de montagne date de 1957, m^ême si des  interventions en montagne ont eu lieu dès 1947.
Trois détachements de CRS furent créés en Guadeloupe en Martinique et à la Réunion. Le détachement de Martinique sera dissous en 1960 mais ceux de Guadeloupe et de la Réunion deviendront des compagnies qui seront dissoutes dans les années 1980.

## Les CRS en Algérie
Les compagnies métropolitaines sont engagées dans le conflit d'Algérie. 16 compagnies sont créées localement puis dissoutes lors de l'indépendance.
En mai 1958 les CRS n'obéissent qu'avec réticence aux ordres de Jules Moch, c'est ainsi qu'à Ajaccio le 24 mai ils se laissent éloigner et vont garder des points sensibles sans importance contrairement à leur mission qui était de rétablir l'ordre républicain[réf. nécessaire] .

## Mai 68
Les CRS sont également engagés dans les conflits sociaux et sociétaux de la fin du XXe siècle (Mai 68, LIP, centrales nucléaires, marins-pêcheurs, viticulteurs etc.). Les matériels sont améliorés (protection) et personnalisés (apparition des bandes jaunes sur le casque et de l'écusson sur les uniformes à la suite des événements de 1968 dans le but de différencier les CRS des autres forces de l'ordre).

## Années 2000
La loi d'orientation et de programmation pour la sécurité intérieure (LOPSI) du 29 août 2002 sur l'emploi des forces mobiles a fait évoluer la doctrine d'emploi vers une réelle déconcentration. Désormais, le préfet de zone de défense devient l'autorité d'emploi des unités disponibles implantées dans son ressort.
Des réductions d’effectif affectent les CRS au début des années 2010 dans le cadre de la Révision générale des politiques publiques (RGPP). Toutefois, les projets de dissolution de deux compagnies sont annulés à la suite d'une forte réaction syndicale. et l'application de la RGPP se traduit par des diminutions d'effectifs au sein des compagnies.
Il existe un musée des CRS, situé sur le site des CRS no 1 et no 61 à Vélizy-Villacoublay (Yvelines).
Le Peloton motocycliste d'acrobatie de la CRS 01 a été dissous en 2009.[réf. nécessaire]

### Textes législatifs
Décret du 8 décembre 1944 portant création des Compagnies républicaines de sécurité.
- Article 1er : Il est créé dans l'ensemble du territoire des forces mobiles de police appelées Compagnies républicaines de sécurité. Ces forces sont groupées dans chaque région sous l'autorité d'un commandant régional placé sous les ordres du secrétaire général pour la police de la région.
- Article 2 : Il est créé vingt commandements régionaux répartis comme suit : un pour l'ensemble des départements de Seine-et-Oise et de Seine-et-Marne, un pour la Moselle, un pour chacun des dix huit commissariats régionaux. Le ministre de l'Intérieur fixera par arrêté l'effectif des commandements régionaux.
- Article 4 : Les conditions de stationnement et d'emploi des Compagnies républicaines de sécurité feront l'objet d'un arrêté du ministre de l'Intérieur.
- Article 5 : Le ministre de l'Intérieur est chargé de l'exécution du présent décret, qui sera publié au Journal officiel de la République française.